# 昆山南站
昆山南站是沪宁高速铁路和京沪高速铁路共用的一个车站，位于中华人民共和国江苏省苏州市昆山市黄山路与人民南路交叉口，在既有昆山站南侧1.7公里。车站于2010年7月1日启用南半部分沪宁城际候车区，2011年6月28日启用北半部分京沪高铁候车区。昆山南站由于在使用后无法承载大量的客流而于2015年年底开始扩建工程，对内部结构进行了优化。改扩建工程于2017年春运前完工并投入使用。
截至2025年4月运行图，昆山南站每天共办理114对图定旅客列车业务，全部为过路列车。其中京沪高速动车组列车每日开行约134对列车，上行32趟、下行25趟停靠昆山南站，停站率上行23.88%、下行18.66%；沪宁高铁苏沪段动车组开行对数147对，上行85趟、下行98趟停靠昆山南站，停站率上行57.82%、下行66.67%。因沪宁高速动车组列车的高密度开行，形成了不少生活在苏州、每日乘坐高铁列车往来上海的通勤人士。沪宁城际下行通勤早高峰时间6:30~9:00出发往上海方向，上行晚高峰时间17:00~19:00上海出发往昆山及苏锡常地区。

## 车站结构

### 站房
昆山南站总建筑面积达7.1万平方米，以“并蒂莲”为设计意向。昆山南站为线下式站房，面积8994平方米。站房南北开口，由连接两个广场的中央通廊连接：候车厅位于大厅东侧，售票处居于西侧。
站房被南北中央通廊分为两部分。候车室在2015年的改造后占用了原南北中央通廊东侧的大半部分，使得原先分散的候车室和进站口成为整体的综合候车室：1、2号检票口供京沪高速铁路使用，分别通往下行的1、2站台和上行的3、4站台；3、4号检票口供沪宁城际铁路列车使用，分别通往下行的5、6站台和上行的7、8站台。京沪高速铁路列车使用的1、2号出站口位于中央通廊西侧，中间设有自动售票区；2号出站口南侧为人工售票窗口和自动售票机。沪宁城际铁路列车出站口位于南广场东侧。
- 北进站口
- 候车通廊
- 候车区域
- 1、2检票口
- 3号检票口

### 站场
车站设4站台12线，其中正线4条，到发线8条，站台为四个岛式站台。站台上方设有无站台柱雨棚，分为中心站房雨棚和两侧站房雨棚两部分，总覆盖面积约3.8万平方米。
| 2F | 1站台    | 京沪高速铁路 往上海虹桥方向（上海虹桥） |
| 2F | 島式月台 |                                         |
| 2F | 2站台    | 京沪高速铁路 往上海虹桥方向（上海虹桥） |
| 2F | 通过线   | 京沪高速铁路 下行列车                   |
| 2F | 通过线   | 京沪高速铁路 上行列车                   |
| 2F | 3站台    | 京沪高速铁路 往北京南方向（苏州北）     |
| 2F | 島式月台 |                                         |
| 2F | 4站台    | 京沪高速铁路 往北京南方向（苏州北）     |
| 2F | 5站台    | 沪宁城际高速铁路 往上海方向（花桥）     |
| 2F | 島式月台 |                                         |
| 2F | 6站台    | 沪宁城际高速铁路 往上海方向（花桥）     |
| 2F | 通过线   | 沪宁城际高速铁路 下行列车               |
| 2F | 通过线   | 沪宁城际高速铁路 上行列车               |
| 2F | 7站台    | 沪宁城际高速铁路 往南京方向（阳澄湖）   |
| 2F | 島式月台 |                                         |
| 2F | 8站台    | 沪宁城际高速铁路 往南京方向（阳澄湖）   |

## 公共交通

### 公交
昆山南站的公共交通服务全部于站房西侧地面区域进行。

| 昆山南站     | 昆山南站         | 昆山南站 | 昆山南站         | 昆山南站                             |
| 编号         | 路线             | 路线     | 路线             | 备注                                 |
| ------------ | ---------------- | -------- | ---------------- | ------------------------------------ |
| 2昆山        | 昆山南站         | ⇆        | 新乐村首末站     |                                      |
| 3昆山        | 汽车客运南站     | ↻        | 汽车客运南站     | 顺→逆→顺时针环线                     |
| 11昆山       | 昆山南站         | ⇆        | 新浦路公交首末站 |                                      |
| 16昆山       | 汽车客运南站     | ⇆        | 栈泾路           |                                      |
| 22昆山       | 昆山南站         | ⇆        | 大学园区首末站   | 经鑫源热电、东门、四季华城           |
| 28昆山       | 昆山南站         | ↺        | 白马泾           |                                      |
| 29昆山       | 昆山南站         | ⇆        | 玉湖公园         |                                      |
| 31昆山       | 昆山南站         | ⇆        | 大学园区首末站   | 经文化艺术中心、西山风景区、葛江中学 |
| 88昆山       | 汽车客运南站     | ⇆        | 火车站南广场     |                                      |
| 101昆山      | 昆山南站         | ⇆        | 轨道交通光明路站 | 大站快线                             |
| 103昆山      | 轨道交通兆丰路站 | ⇆        | 火车站南广场     | 大站快线                             |
| 107昆山      | 昆山南站         | ⇆        | 蓬欣社区         |                                      |
| 111昆山      | 火车站南广场     | ⇆        | 南港望江路       |                                      |
| 124昆山      | 昆山南站         | ⇆        | 石浦客运站       |                                      |
| 132昆山      | 昆山南站         | ⇆        | 沿沪产业带首末站 |                                      |
| 133昆山      | 周庄客运站       | ⇆        | 昆山南站         |                                      |
| 134昆山      | 创业生活园首末站 | ⇆        | 昆山南站         |                                      |
| 159昆山      | 昆山南站         | ⇆        | 浦东软件园       |                                      |
| 205昆山      | 昆山南站         | ⇆        | 吴淞江客运站     |                                      |
| 213昆山      | 昆山南站         | ⇆        | 同丰路太湖路     |                                      |
| T1先导段昆山 | 昆山南站         | ↺        | 轨道江浦站       |                                      |
| T2昆山       | 昆山南站         | ⇆        | 汽车客运北站     | 原 昆山52                            |